# Jürgen Spinnrad
Jürgen Spinnrad (* um 1500; † nach 1568), auch als Johann Jürgen oder Hans Jürgen bekannt, war ein Steinmetz und Bildhauer bzw. Bildschnitzer, der im 16. Jahrhundert in Braunschweig lebte und tätig war.

## Leben
Jürgen war Bürger der Stadt Braunschweig. Die einzige zeitgenössische, amtliche Urkunde über Jürgen stellen die Verfassungsbücher der Stadt Braunschweig aus den Jahren 1525 bis 1585 dar. Nach Paul Jonas Meier stammte er aus Böhmen. Ludwig Ferdinand Spehr dagegen geht davon aus, dass Braunschweig seine Heimat war. Seine Ausbildung zum Bildhauermeister soll Jürgen nach letzterer Quelle in Nürnberg erhalten haben.
1552 wurde Jürgen gefangengesetzt, vermutlich weil er sich in der Stadt Braunschweig für Herzog Heinrich d. J. eingesetzt hatte. 1553 wurde er vorübergehend wegen gotteslästerlicher Reden in Bad Langensalza erneut festgenommen, gegen eine Bürgschaft wieder entlassen und vorübergehend aus der Stadt Braunschweig verwiesen. Endgültig aus Braunschweig verbannt wurde er im Jahre 1563, weil er „freidenkerische Ansichten“ und „mißliebige Urteile“ über den Rat von Hagen in einem Wirtshaus geäußert hatte. Seine Schwierigkeiten mit dem Klerus und der Obrigkeit Braunschweigs werden vor allem darauf zurückgeführt, dass er mit Vorliebe Martin Luther und Philipp Melanchthon auf Grabdenkmälern porträtierte.
Es wird vermutet, dass ein Julius Spinnrad, der am 13. Oktober 1553 im Kampf der Stadt Braunschweig mit dem Herzog aus Wolfenbüttel fiel, und ein Mauritius Spinnrad, der 1566 genannt wird, seine Söhne gewesen sind.
Weitere Informationen über Jürgen sind lediglich einer erst 1616 verfassten, ungedruckten Chronik der Stadt Braunschweig von Barthold Völkerling zu entnehmen. Diese Chronik berichtet, dass Jürgen in der Hildesheimer Stiftsfehde (1519–1523) vor Peine mitgekämpft habe und in der „Geschützkunst“ sehr erfahren gewesen sei. Nach seiner Verbannung habe er sich in Watenbüttel niedergelassen, einem Dorf, das damals eine Stunde vor den Toren Braunschweigs lag, womit er sich außerhalb des Machtbereichs des Rates der Stadt befand. Dort soll er bei einem Brand mehreren Menschen das Leben gerettet haben und Eigentümer oder Pächter eines Wirtshauses namens Zum Spinnrad gewesen sein. Sein Beiname „Spinnrad“ sei ihm dafür verliehen worden, dass er 1530 das Flügelspinnrad erstmals erfunden habe.
Die erst mehrere Jahrzehnte nach Jürgens Tod verfasste Chronik von Volkerling erscheint beim Vergleich aller Daten recht zweifelhaft. Um 1519, 1521 oder 1522 bei Peine als erfahrener Kämpfer teilgenommen zu haben, wäre Jürgens Geburtsdatum wohl spätestens um das Jahr 1500 anzusetzen. Es erscheint jedoch gesichert, dass er nach 1563 noch als Bildhauer in weit entfernten Ortschaften gearbeitet hat, sogar bis mindestens 1568, dann wäre er dabei bereits mindestens 68 Jahre alt gewesen. Immerhin erscheint es im Rahmen des Möglichen, dass er um 1530 von seiner Ausbildung und den weiteren Reisen, die er unternommen haben soll, nach Braunschweig zurückgekehrt ist und dabei Kenntnisse über das im süddeutschen Raum bereits bekannte Flügelspinnrad mitgebracht und verbreitet hat.
Ludwig Ferdinand Spehr nennt als Todesdatum dagegen den 4. Dezember 1559, was ebenso ausgeschlossen erscheint.

## Werk
Als sein bedeutendstes Werk und das Einzige, das er in der Stadt Braunschweig selbst schuf, gilt das in der Martinikirche gegenüber der Kanzel hängende steinerne Epitaph des Patriziers Gerhard Pawel (Gerhard Paul), seiner Frau Anna von Windheim sowie seiner beiden Söhne Conrad und Gerhard aus dem Jahre 1555. An dem konsolenartigen unteren Abschluss dieser Platte hat Jürgen ein Selbstbildnis eingehauen. Die Zuordnung dieses Werkes ist jedoch nicht unumstritten.
Die Grabsteine für Herzog Heinrich d. J. und für seine in der Schlacht bei Sievershausen gefallenen Söhne Phillip Magnus und Karl Viktor in der Hauptkirche von Wolfenbüttel sind für Spinnrad typisch. Ferner stammt das Wappen des Administrators von Halberstadt, Sigismund, in Gatersleben von ihm. Weitere Grabsteine schuf er 1568 für Lippold von Rössing in Osterwieck, für Dietrich v. Quitzow in Rühstädt sowie andere in Marienborn, Drübeck, Wernigerode, Lüneburg und Celle. Noch nach seiner Verbannung 1563 gestaltete er das Veltheim’sche Grabdenkmal im Kreuzgang des Domes zu Halberstadt.

## Rezeption

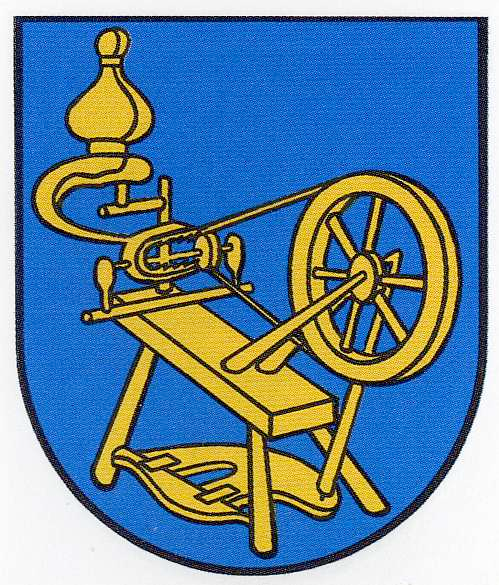
Wappen von Watenbüttel mit Spinnrad

In einem Kalender des Jahres 1794 findet sich ein Loblied in elf Strophen auf Jürgen als den Erfinder des Spinnrads. Am 10. April 1835 wurde im Hoftheater von Braunschweig sogar eine Oper zu seinem Gedächtnis aufgeführt. Das ausschließlich in Volkerlings Chronik genannte Datum „1530“ fand Eingang in viele Lexika, wurde zur Erfindung des Spinnrades für ganz Europa umgedeutet und erst in der Mitte des 20. Jahrhunderts durch die eindeutigen Gegenzeugnisse langsam relativiert. Die Ortschaft Watenbüttel erinnert durch ihr Wappen an Jürgens Spinnrad. Und an der Heerstraße von Braunschweig nach Lüneburg steht in Watenbüttel immer noch ein Hotel, das sich „Zum Spinnrad“ nennt; das alte Gasthaus wurde allerdings 1975 abgerissen. Es stand an der Ecke Celler Heerstr./Hans-Jürgen-Str., die nach ihm benannt ist.